# Thomas Fuller (calculista mental)
Thomas Fuller (1710-diciembre de 1790), también conocido como "Negro Tom" y la "Calculadora de Virginia", fue un  esclavo africano cautivo en los Estados Unidos, reconocido por sus habilidades matemáticas.

## Semblanza
Nacido en África, en algún lugar del territorio de lo que hoy son Liberia y Benín, Fuller fue esclavizado y enviado a Estados Unidos en 1724 a la edad de 14 años, convirtiéndose finalmente en propiedad legal de Presley y Elizabeth Cox de Alexandria. Tanto Fuller como los Cox eran analfabetos. Los Cox tenían 16 esclavos y parecían valorar más a Fuller, quien llegó a expresar su gratitud por no haber sido vendido.
Las historias acerca de sus habilidades se propagaron a lo largo de la costa Este de los Estados Unidos, y llegaron a usarse como prueba de que los negros esclavizados eran iguales a los blancos en inteligencia, lo que alimentó una discusión a favor de las posturas abolicionistas.

### Documentación de las habilidades de Fuller
Cuando Fuller tenía unos 70 años, William Hartshorne y Samuel Coates de Pensilvania estaban en Alexandria, y habiendo oído hablar de las capacidades de Fuller, se reunieron con él y le hicieron dos preguntas para satisfacer su curiosidad. En primer lugar, le preguntaron cuántos segundos había en un año y medio, y en unos dos minutos respondió que 47.304.000. A continuación, cuando le preguntaron cuántos segundos ha vivido un hombre de 70 años, 17 días y 12 horas, respondió en un minuto y medio que 2.210.500.800. Uno de los dos hombres estaba resolviendo los problemas con papel y lápiz, e informó a Fuller que su respuesta era demasiado alta. Fuller respondió apresuradamente, "Espera, massa, te olvidas de los años bisiestos". Cuando se agregaron los años bisiestos, las sumas coincidieron.
A pesar de las respuestas perfectas de Fuller, a Hartshorne y Coates les pareció que sus habilidades mentales debieron haber sido anteriormente mayores, y  escribieron que:

Tenía la cabeza gris y mostraba varias otras señales de la debilidad de la vejez. Había trabajado duro en una granja durante toda su vida, pero nunca había sido desmedido en el uso de licores espirituosos. Habló con gran respeto de su señora y mencionó de manera particular sus obligaciones para con ella por negarse a venderlo, a lo que se había visto tentada por ofertas de grandes sumas de dinero de varias personas.

 Uno de los caballeros, el Sr. Coates, comentó en su presencia que era una lástima que no hubiera tenido una educación igual a su genio, a lo que Fuller dijo: "No, massa, lo mejor es no tener conocimiento, porque muchos hombres instruidos son grandes tontos".